# Annaphila ida
Annaphila ida là một loài bướm đêm trong họ Noctuidae.